# St. Hyazinth (Legnica)

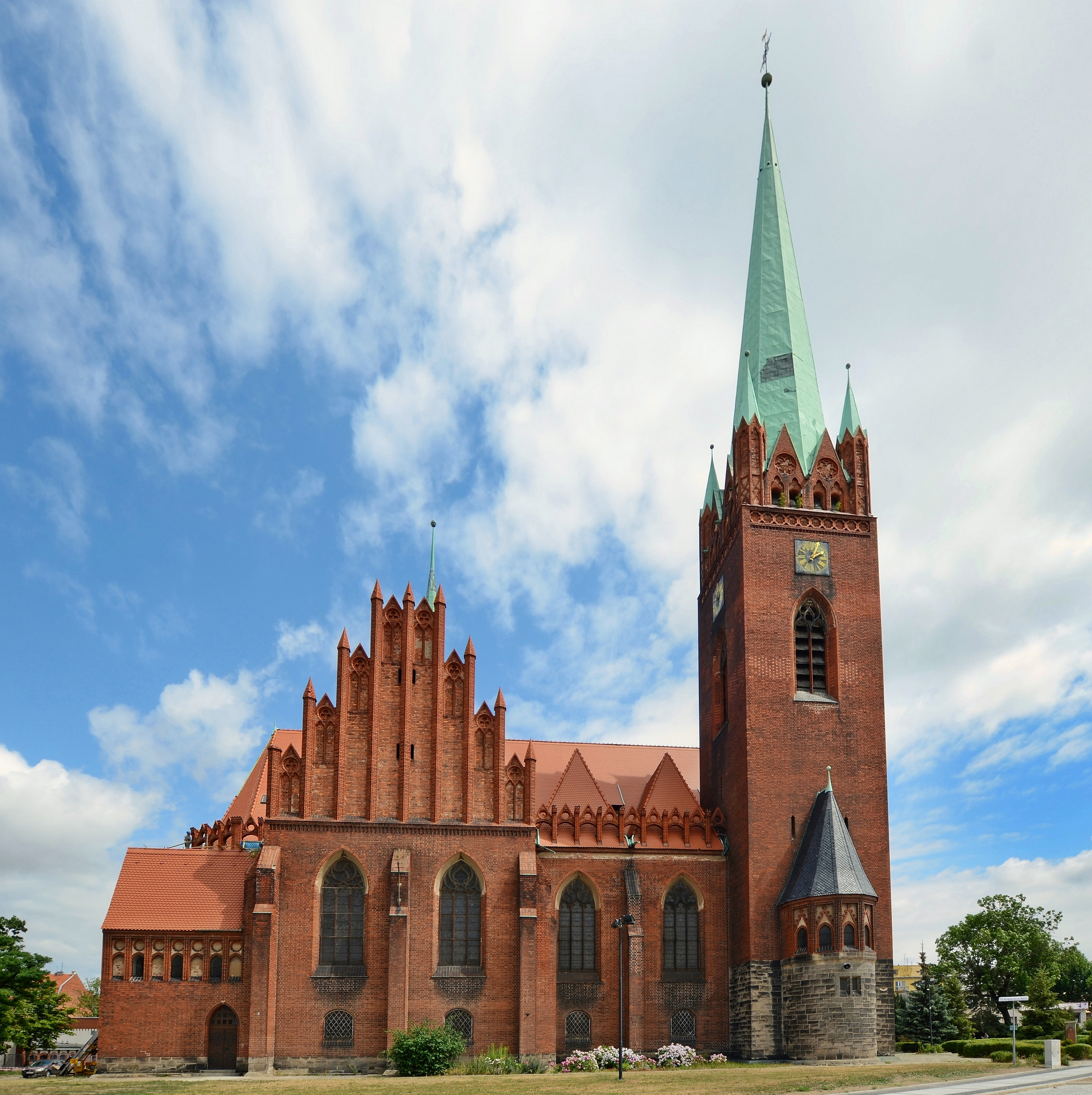
Legnica, St. Hyazinth

Kaiser-Friedrich-Gedächtniskirche Liegnitz, historische Ansicht

St. Hyazinth (polnisch Kościół św. Jacka) ist eine römisch-katholische Pfarrkirche in Legnica (deutsch: Liegnitz) in der Woiwodschaft Niederschlesien. Die als Kaiser-Friedrich-Gedächtniskirche errichtete ehemalige evangelische Pfarrkirche wurde nach 1945 dem Erzbistum Breslau zugewiesen und 1992 dem neu geschaffenen Bistum Legnica eingegliedert. 2002 wurde sie in den Rang eines lokalen Sanktuariums erhoben.

## Geschichte
Die ehemalige Kaiser-Friedrich-Gedächtniskirche wurde als kirchliches Zentrum des Liegnitzer Stadtteils Carthause im Gedenken an den 1888 verstorbenen Kaiser Friedrich III. gegründet. Die Grundsteinlegung der Kirche erfolgte am Geburtstag Kaiser Friedrichs, dem 18. Oktober 1904, die feierliche Weihe, an der Kaiser Wilhelm II. und dessen Sohn Prinz Oskar von Preußen teilnahmen, fand am 9. Juni 1908 statt.
Beim Einmarsch der Roten Armee am Ende des Zweiten Weltkriegs 1945 wurde die teilzerstörte Kirche profaniert. Später diente sie nach Umbauten als Hilfskirche der römisch-katholischen Pfarrei der hl. Dreieinigkeit. Ab 1966 wurde sie renoviert und 1972 unter dem Patrozinium des aus Oberschlesien stammenden St. Hyazinth zur Pfarrkirche der neu gegründeten Pfarrei St. Jacek erhoben.

## Architektur
Die Kaiser-Friedrich-Gedächtniskirche wurde in den Jahren 1904–1908 vom preußischen Baubeamten Oskar Hossfeld als neugotischer Backsteinbau in den Formen der Märkischen Gotik als dreischiffige Hallenkirche auf kreuzförmigem Grundriss mit schmalen Seitenschiffen errichtet. Der sechsseitig geschlossene Chor mit seitlichen Anbauten einer Sakristei und einer Kapelle zeigt im Innenraum Stern- und Netzgewölbe. Der nordwestlichen Ecke ist ein quadratischer, 73 m hoher Turm mit Spitzhelm angefügt, die Vierung wird durch einen Dachreiter betont. Die Staffelgiebel von Westfassade und Querhaus sind durch Blenden gegliedert. In den Seitenschiffen und im Querhaus sind Emporen eingebaut.

## Ausstattung
Das Portalrelief mit den Segnungen des Christentums und dem gekreuzigten Christus im Tympanon schuf der Bildhauer Ferdinand Riedel aus Straßburg. Die erhaltene baugleiche Ausstattung besteht aus dem Hauptaltar-Triptychon mit Gemälden von Raffael Schuster-Woldan, die Farbverglasung schufen die Brüder Rudolf und Otto Linnemann aus Frankfurt am Main.
Die Ausstattung der dem verstorbenen Kaiser gewidmeten Kapelle mit Wappen und Gedenktafel, über der zwei Engel die Krone des Deutschen Reichs hielten, wurde nach 1945 zerstört.

## Orgel
Die Kirche besitzt eine Orgel der Orgelbaufirma Schlag & Söhne in Schweidnitz hinter einem neugotischen Prospekt. Die Disposition lautet wie folgt:
| I Manual C–f3 |               |        |
| 01.           | Principal     | 16′    |
| 02.           | Principal     | 08′    |
| 03.           | Hohlflöte     | 08′    |
| 04.           | Gemshorn      | 08′    |
| 05.           | Oktave        | 04‘    |
| 06.           | Rohrflöte     | 04‘    |
| 07.           | Quinta        | 02 ⁄3′ |
| 08.           | Kornett III   |        |
| 09.           | Mixtur III–IV |        |
| 10.           | Trompete      | 08′    |

| II Manual C–f3 |              |        |
| 11.            | Gedackt      | 16′    |
| 12.            | Principal    | 08′    |
| 13.            | Gedackt      | 08′    |
| 14.            | Gemshorn     | 08′    |
| 15.            | Aeolina      | 08′    |
| 16.            | Prestant     | 04′    |
| 17.            | Traversflöte | 04‘    |
| 18.            | Superoctava  | 02′    |
| 19.            | Quinta       | 01 ⁄3′ |
| 20.            | Sifflöte     | 01′    |
| 21.            | Scharf       |        |
| 22.            | Cymbel II    |        |

| Pedal C–f1 |                 |     |
| 23.        | Principalbass   | 16′ |
| 24.        | Subbass         | 16′ |
| 25.        | Gedacktbass     | 16′ |
| 26.        | Bassflöte       | 08′ |
| 27.        | Violoncello     | 08′ |
| 28.        | Octavbass       | 04′ |
| 29.        | Rauschpfeife IV |     |

- Koppeln: II/I, I/P, II/P, Suboktavkoppel II/I, Superoktavkoppel II/I